# مارکو سیمونلی
مارکو سیمونلی (انگلیسی: Marco Simonelli؛ زادهٔ ۲۸ فوریهٔ ۲۰۰۰) بازیکن فوتبال اهل ایتالیا است.